# متأسفم
متاسفم نام چهارمین آلبوم غیر رسمی محسن چاوشی است که با ترانه‌های حسین صفا، امیر ارجینی، محسن چاوشی، ترانه مکرم و یاحا کاشانی، مدیریت تولید فربد معدنی و تنظیم‌های شهاب اکبری ساخته شد. آهنگسازی کلیه قطعات با محسن چاوشی بوده است.

## فهرست آهنگ‌ها
| نام ترانه    | ترانه سرا   | آهنگساز    | تنظیم کننده              | میکس و مسترینگ | همخوان(ها)                       |
| ------------ | ----------- | ---------- | ------------------------ | -------------- | -------------------------------- |
| عروس من      | حسین صفا    | محسن چاوشی | شهاب اکبری و عابد بسطامی | فرزاد فرزین    | شهاب اکبری و عابد بسطامی         |
| نفس‌بریده     | محسن چاوشی  | محسن چاوشی | شهاب اکبری               | فرزاد فرزین    | فرزاد فرزین و زیرصدای محسن یگانه |
| ابرای پاییزی | امیر ارجینی | محسن چاوشی | شهاب اکبری               | فرزاد فرزین    |                                  |
| خیانت        | ترانه مکرم  | محسن چاوشی | شهاب اکبری               | فرزاد فرزین    |                                  |
| کم‌تحمل       | حسین صفا    | محسن چاوشی | شهاب اکبری               | فرزاد فرزین    | با دکلمه حسین صفا                |
| متاسفم       | حسین صفا    | محسن چاوشی | شهاب اکبری               | فرزاد فرزین    | با آوای محمدبهراد جاسمی          |
| گل سر        | یاحا کاشانی | محسن چاوشی | شهاب اکبری               | فرزاد فرزین    |                                  |
| پرنده        | امیر ارجینی | محسن چاوشی | شهاب اکبری               | فرزاد فرزین    | با دکلمه امیر ارجینی             |
| فلسطین       | امیر ارجینی | محسن چاوشی | شهاب اکبری               | فرزاد فرزین    |                                  |

## بازتاب آلبوم
این آلبوم با استقبال بسیار خوبی از جانب مردم و طرفداران مواجه شد و جهش خوبی در مسیر موسیقی محسن چاوشی بود و شاهد تنظیم و میکس و مسترهای بسیار قوی‌تر و بهتر شدیم.